# Los Solidarios
Los Solidarios (“De Solidairen”), ook bekend als Crisol, was een Spaanse anarchistische gewapende verzetsgroep. De groep werd in 1922 of 1923 in Barcelona opgericht als antwoord op de praktijken van de overheid en bedrijven tegen vakbonden.

## Leden
- Juan García Oliver
- Buenaventura Durruti
- Francisco Ascaso
- Antonio Ortiz Ramírez
- Ramona Berri
- Gregorio Jover
- Antonio Martín Escudero
- Miguel García Vivancos
- Pepita Not
- Rafael Torres Escartín
- Ricardo Sanz